# Három fiú a Tanganyika-tónál
A Három fiú a Tanganyika-tónál (1929 v. 1930) Munkácsi Márton egyik legismertebb fotója, melyet afrikai utazása során készített Libériában.

## A fénykép
Munkácsi lendületes fotóján három fiú látható, akik rohannak a vízbe. Vidámak, önfeledtek és meztelenek. Egy negyedik fiú keze is feltűnik a kép bal szélén. A kép, mely Három fiú a Tanganyika-tónál címen vált ismertté nagy hatással volt más neves fotóművészekre is, mint például Richard Avedonra, vagy Henri Cartier-Bresson-ra, aki így írt a képről: „Ez volt az egyetlen kép, ami befolyásolt.”
A felvétel címe pontosan behatárolja a helyet, gondolhatnánk. A fotótörténészek sokáig elfogadott tényként kezelték, hogy a kép Afrika második legnagyobb tavánál, a tanzániai Tanganyika-tónál készült. Azonban ez nem felel meg a valóságnak. Tény, hogy Munkácsi a harmincas évek elején járt Afrikában, de nem Tanzániában volt, hanem a kontinens északi részén, Libériában. Ezt a tényt erősíti az is, hogy a kép Libéria, 1930 címmel is ismert. „1931-ben vagy 1932-ben történt, hogy láttam apád egy képét három fekete gyerekről, akik belefutnak a tengerbe. Meg kell mondanom, hogy ez volt az a kép, ami szikraként tüzet gyújtott bennem. Hirtelen ráébredtem, hogy a fényképezés meg tudja ragadni a pillanatban az örökkévalóságot. (...) Ebben a képben olyan intenzitás van, olyan spontaneitás, olyan életöröm, olyan csoda, hogy a mai napig elkápráztat.” – írta Cartier-Bresson Munkácsi lányának címzett levelében. Az akkori közlekedési viszonyok ismeretében, nem valószínű, hogy elutazott volna a több ezer kilométerre fekvő országba ezért a felvételért. „Nem beszélve arról, ha átrepüli fél Afrikát, akkor nem csak ez az egy képe lenne arról a vidékről.” – írta a képről Kincses Károly.
Tehát a fiúk nem a Tanganyika-tó vízébe rohannak a felvételen, hanem az Atlanti-óceánba. Hogy Munkácsi remek fotója hogyan és miért kapcsolódott össze ily szorosan a Tanganyika-tóval, nem lehet tudni. A felvételre ennek ellenére továbbra is az eredeti címmel hivatkozik a szakirodalom a mai napig. Sőt a fotó a Royal Academy of Arts magazinjának 2011. évi számában – a pontosság jegyében (?) – Four Boys at Lake Tanganyika (Négy fiú a Tanganyika-tónál) címmel került bemutatásra.